# Eijkman (Mondkrater)
Eijkman ist ein Einschlagkrater auf der Mondrückseite.
Eijkman liegt im Süden der erdabgewandten Seite, nördlich von Zeeman, zwischen Fizeau, Lemaître und Crommelin. 
Der Kraterwall ist nahezu kreisförmig und fällt nach innen terrassiert ab. Der Höhenunterschied zwischen Kraterwall und Kraterboden beläuft sich auf 3,47 km. Der Kraterboden ist mit Ausnahme des Zentralberges vergleichsweise eben. Die Entstehungszeit des Kraters fällt in die nektarische Periode.

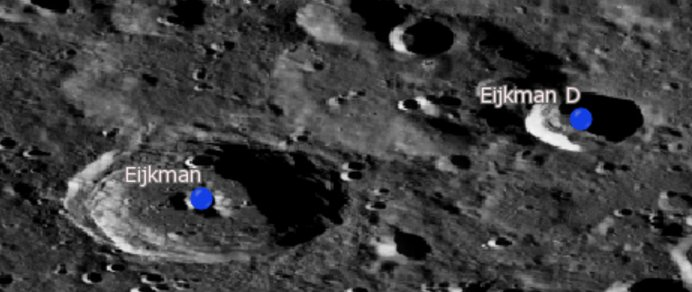
Eijkman mit seinem Nebenkrater

Eijkman hat einen mit D bezeichneten Nebenkrater:
| Buchstabe | Position            | Durchmesser | Link |
| --------- | ------------------- | ----------- | ---- |
| D         | 62,07° S, 136,94° W | 25 km       |      |

Der Krater wurde 1970 von der IAU offiziell nach dem niederländischen Pathologen und Bakteriologen Christiaan Eijkman benannt.